# ممص

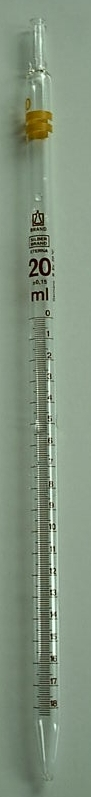
ماصة زجاجية حجم 20 مل

الممص (الجمع: مِمَصَّات) أو الماصة (الجمع: مَاصًّات) هي أداة مخبرية تُستخدم في نقل أو قياس حجم سائل ما. تستخدم هذه الأداة غالباً في الكيمياء وعلم الأحياء العضوية إضافة إلى الصناعات الدوائية والطب. تتوفر هذه الأداة بعدة قياسات كما يمكن أن تصنع من عدة مواد كما تختلف في مدى دقتها في القياس. قد تكون شفافة أو غير شفافة.
يعتمد مبدأ الماصة على تشكيل فراغ (عملية تفريغ) فوق الحجرة الحاوية على السائل، ومن ثم تحرير هذا الفراغ بشكل انتقائي لسحب السائل ونقله.

## الماصات الزجاجية
أول ما ظهرت الماصات كانت مصنوعة من الزجاج. وهي عادة أكثر استعمالاً في الكيمياء في المحاليل المائية.
يوجد هناك نوعين منها. الأولى لها انتفاخ في الوسط، له حجم معين ومحدد بدقة. يوجد منها قياسات مختلفة، غالباً 10 مل أو 25 مل. أما النوع الثاني من الماصات فلا تكون حاوية على انتفاخ، إنما مستقيمة الجدران، وتكون مدرجة لحجوم مختلفة مثل 5 مل بتدريجات لكل 0.5 مل. الماصات ذات الانتفاخ أكثر دقة، حيث أن نسبة الخطأ فيها ± 0.1 إلى 0.2 مل.
يتم ملء الماصة بغمس رأسها المدبب في السائل المراد سحبه، ووضع (إجاصة، أي أداة لدائنية يودي الضغط عليها إلى توليد فراغ) على الطرف الآخر ثم بالضغط عليها حتى الحجم المطلوب. 

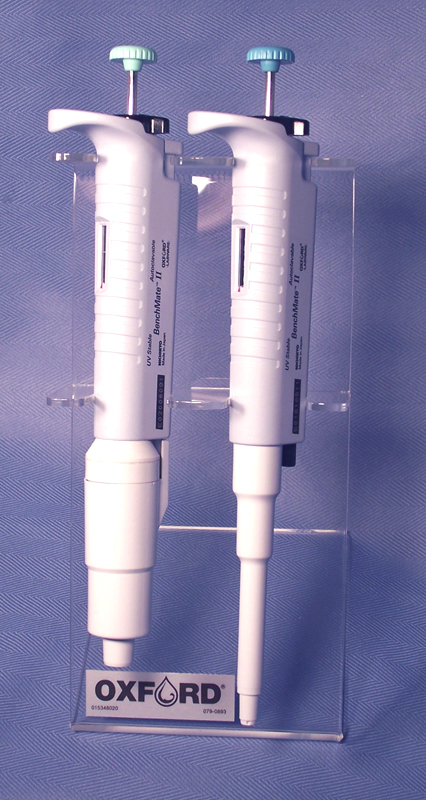
ماصات صغرية.

## أنواع أخرى من الماصات
- ماصات البسترة، وكذلك تعرف بالقطارة، تكون عادة مصنوعة من اللدائن أو الزجاج وهي شفافة.
- ماصات المصول.
- الماصات العيارية (بالإنجليزية: Graduated Pipettes)‏.